# Thomas O’Shea
Thomas O’Shea SM (ur. 13 marca 1870 w San Francisco, zm. 9 maja 1954 w Wellington) – nowozelandzki duchowny rzymskokatolicki irlandzkiego pochodzenia, marista, arcybiskup wellingtoński.

## Biografia

### Młodość i prezbiteriat
Obaj rodzice Thomasa O’Shea urodzili się w Irlandii i wyemigrowali do Nowej Zelandii, gdzie się pobrali. Następnie wyjechali do Stanów Zjednoczonych, gdzie 13 marca 1870 w San Francisco urodził się Thomas. Rodzina wkrótce powróciła do Nowej Zelandii. Po ukończeniu St Patrick's College w Wellington Thomas O’Shea wstąpił do seminarium maristów w Meeanee. W 1891 złożył śluby zakonne. 3 grudnia 1893 z rąk biskupa Christchurch Johna Josepha Grimesa otrzymał święcenia prezbiteriatu i został kapłanem Towarzystwa Maryi (marystów).
W latach 1894–1896 uczył filozofii w seminarium. Później pracował w parafii Wellington. W 1907 został mianowany wikariuszem generalnym archidiecezji wellingtońskiej.

### Episkopat
9 maja 1913 papież Pius X mianował go koadiutorem arcybiskupa wellingtońskiego oraz arcybiskupem tytularnym Gortyny. 17 sierpnia 1913 przyjął sakrę biskupią z rąk arcybiskupa wellingtońskiego Francisa Redwooda SM. Współkonsekratorami byli biskup dunediński Michael Verdon oraz biskup aucklandzki Henry William Cleary. 3 stycznia 1935, po śmierci poprzednika, został arcybiskupem wellingtońskim.
Abp O’Shea był zaangażowany w sprawy edukacji katolickiej. Od 1912 przewodniczył Wellington Catholic Education Trust Board, która od 1929 zapewniała bezpłatne nauczanie w katolickich szkołach podstawowych w mieście. Wyrażał troskę o sprawiedliwość społeczną. W 1936 powołał Kościelną Komisję Muzyki do promowania muzyki liturgicznej zgodnie z ostatnimi zaleceniami Watykanu. Zrezygnował z publicznej celebracji swojego srebrnego jubileuszu biskupstwa w 1938.
Abp O'Shea postrzegał komunizm i niereligijność jako realne zagrożenie dla katolicyzmu i społeczeństwa w przeciwieństwie do protestantyzmu, o którego utracie znaczenia był przekonany. Dlatego też uważał, że Kościół katolicki powinien w sprawach publicznych współpracować z protestantami, co sam czynił. W 1941, po utworzeniu New Zealand Inter-Church Council on Public Affairs, wyznaczył do niej przedstawicieli katolickich. Cieszył się szacunkiem czołowych polityków. Szczególnie związany był z Partią Pracy i z premierem Peterem Fraserem. Był również popularny wśród społeczeństwa.
Podczas pontyfikatu abpa O'Shea zakończyła się tradycyjna zależność archidiecezji od Towarzystwa Maryi, a arcybiskupstwo zaczęło opierać się na duchowieństwie diecezjalnym.
Od połowy lat 40. abp O'Shea coraz bardziej cierpiał z powodu podeszłego wieku, aż stał się niezdolny do wypełnienia obowiązków biskupich. W 1947 papież mianował jego koadiutora Petera McKeefry'ego. Abp O'Shea pod koniec życia był przykuty do łóżka. Zmarł w szpitalu w Calvary w Wellington 9 maja 1954.